# Kujogin
Kujogin („zły jogin”) – osoba praktykująca jogę w niewłaściwy sposób. Jest to aspirant, który z powodu błędów nie może osiągnąć celów jogi, takich jak boskość, uduchowienie czy wyzwolenie. Klasycznie wymienia się dziewięć poważnych błędów w praktyce jogi. Wspominają o kujoginach traktaty takie jak "Bhagawatapurana" czy "Uddhawagita".